# امپریانا
امپریانا (به فرانسوی: Ampriani) یک کمون در فرانسه است که در کرس شمالی واقع شده‌است.

## خصوصیات
امپریانا ۲ کیلومترمربع مساحت و ۱۳ نفر جمعیت دارد و ۵۶۰ متر بالاتر از سطح دریا واقع شده‌است.